# حورة (حضرموت)

تعديل مصدري - تعديل

حورة هي مدينة تتبع محافظة حضرموت، وعاصمة مديرية حورة ووادي العين بلغ تعداد سكانها 2747 نسمة حسب الإحصاء الذي أجري عام 2004.